# Ḷḷena
Ḷḷena (Lena en castellà) és un conceyu del Principat d'Astúries. Limita al nord amb el conceyu de Mieres, al sud amb la província de Lleó, a l'est amb el conceyu d'Ayer i a l'oest amb els conceyus de Riosa i Quirós. La capital és La Pola, amb 9.200 habitants, la més poblada del conceyu i la desena del Principat d'Astúries.

## Història

### Prehistòria i època romana
Les primeres troballes daten de la neolitizació i té moltes estructures megalítiques. Un bon exemple és el dolmen del Padrún. Hi ha túmuls però no van ser tots investigats, així hi ha els de La Cobertoria, La Campa, Los Fitos, El Castichu. Des de l'antiguitat el territori del conceyu va ser una de les principals vies de comunicació amb la Meseta. En el recorregut de la via de la Carisa s'han trobat nombrosos assentaments romans. Un exemple d'aquests assentaments és el mosaic oposat a Mamorana i el mateix Castro de La Carisa. La via romana de La Carisa, va deixar també al descobert una sèrie de fortificacions estratègicament situats per on van entrar les tropes romanes, tenim els camps de: El Cantón de Chaguenzas, Curriechos, Carraces, El Padrún, etc. Hi ha altres camps als cordales del centre i de l'oest: El Curuchu, Les Corochas, El Questru, etc.

### Edat mitjana i moderna
Durant els regnats de Ramir I i Ordoni I, en el segle ix, va ser construïda l'església de Santa Cristina. El conceyu va servir de passada als pelegrins que feien el Camí de Santiago en l'Edat Mitjana per a venerar les relíquies de la Catedral d'Oviedo. En l'any 1266 el rei Alfons X el Savi va atorgar el dret de ciutat a La Pola.

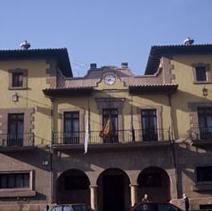
Ajuntament de Ḷḷena

La Reial Ordre del 14 d'abril de 1836, per la qual es crea l'Ajuntament de Mieres, fa que Mieres s'escindeixi del conceyu de Ḷḷena, que es queda amb la configuració actual. En l'Edat Mitjana al voltant segle xi, ja hi ha un domini d'importància, el del comte Fruela Muñez, més tard apareixen institucions de caràcter eclesiàstic com el de San Vicente d'Oviedo que rebrà una ampliació de territori per una donació de Fruela II, un altre monestir amb gran influència va ser el de Santa María de Arbas, assentat prop del port gairebé en la zona lleonesa. Als segles xiii i xiv es va fundar la pobla de Ḷḷena promoguda per Alfons X amb intenció de repoblar el territori. Es va assentar damunt una altra ja existent que era la vila de San Martín de Parajes. El centre administratiu va ser dotat d'un vastíssim alfoz, que era la quarta demarcació més extensa d'Astúries. Va ser dotada amb el fur de Benavente i beneficiada amb un mercat setmanal. Un segle més tard Enric de Trastamara ja rei li concedeix el privilegi de no pagar ni portatge, ni peatge. Entre els segles xiv-xvi, comencen a desapareixen tots els vedats tant senyorials com eclesiàstics, només es va mantenir un vedat que seria el vedat de Payares amb senyoriu eclesiàstic.
Al segle xviii, l'Ajuntament de Ḷḷena tindrà alguns enfrontaments amb el vedat eclesiàstic, però a la desamortització de Felip II aquest vedat es va incorporar en aquest conceyu. En aquest segle el port de Payares va ser triat per a inserir-hi la carretera Gijón-Oviedo-León, aquest projecte va ser protegit per Jovellanos i Pedro Rodríguez de Campumanes, encara que va ser interromput i no s'acabo fins a 60 anys després, el 1834.

### Seglexixdes d'ara
Al segle xix, la invasió francesa va dur diferents actes violents a la vila que van acabar amb la crema de l'ajuntament, arxiu i església. Durant les guerres carlines hi va haver-hi un enfrontament entre liberals i absolutistes a la comarca. El que més va marcar aquest conceyu va ser la Reial Ordre del 14 d'abril de 1836, pel qual es crea l'Ajuntament de Mieres, escindit del de Ḷḷena, el que va donar a aquest conceyu la configuració que té avui dia. Apareixen noves activitats laborals que portarà una gran transformació en la vida local, s'establix la Companyia Lenense Asturiana amb una fàbrica d'acer, la fosa de ferros a Villallana i les primeres explotacions mineres. En aquesta època s'inaugura el tram de ferrocarril que comportarà les explotacions de les mines de cinabri a Muñón Cinero i la instal·lació d'unes altres fàbriques. Al segle xx, cal destacar els conflictes que van des de 1934-1937, així en la zona de Campumanes és el centre neuràlgic del Front Sud. El 1936 el Front Popular obté la majoria de vots lenencs i amb l'alçament de juliol el conceyu queda en la zona lleial a la República, destacant com lloc estratègic el Port de Payares, no caient el conceyu en mans nacionals fins a octubre de 1937, però tanmateix va seguir operant la partida guerrillera de Germán Álvarez el comisario. A mitjan segle xx el sector miner es converteix en el factor de desenvolupament del conceyu i ateny el seu moment àlgid als anys setanta. Es crea HUNOSA que integrés a les més importants explotacions del terme municipal, en un moment que el declivi del sector ja és palès. Així i tot Ḷḷena queda un poc fora de l'ambient depressiu dels conceyus miners en part per les principals vies de comunicació que ja tenien tradició des de l'època romana.

## Geografia

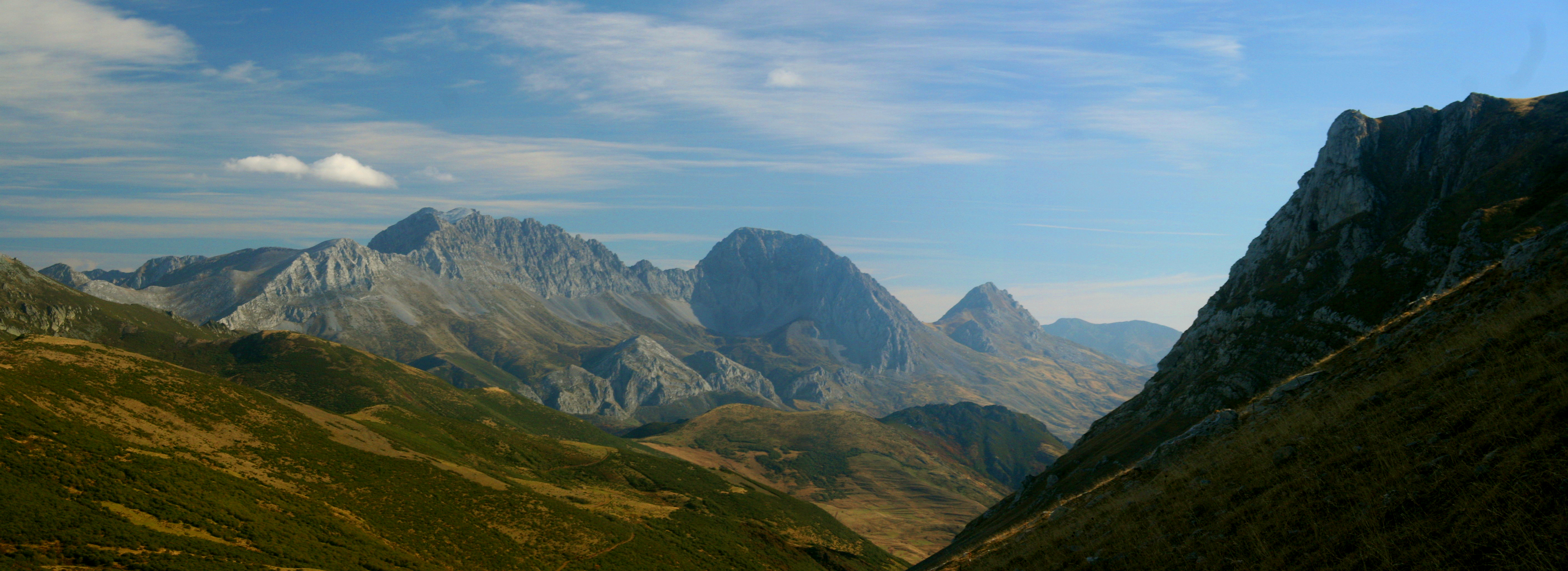
Panoràmica de Las Ubiñas

Té un relleu molt accidentat, la major elevació és el Peña Ubiña de 2.417 metres, que és un Paisatge Protegit, un territori compartit amb Quirós. Altres cims a destacar són: El Ceyón de 2.035 metres, La Tesa de 1.905 i La Boia de 1.731 metres.

### Flora i fauna
Té una massa arbòria composta de fagedes, castanys i acebales. També hi ha àmplies prades juntament amb pasturatges d'altura de tipus comunal, destinades al manteniment del bestiar boví i una mica del caballar i lanar. Entre la fauna destaquen: cabirols, rebecos, senglars i algunes espècies en perill d'extinció com l'urogallo, l'àguila reial i el llop.

### Rius
El riu més important és el Lena, que neix de la unió del riu Huerna i el riu Payares a l'altura de Campumanes. Aquest riu juntament amb l'Ayer són els principals afluents del riu Caudal, i formen l'anomenada conca del Cabal.

## Accessos
Pel conceyu passen la N-630 a través del Port de Payares i l'autopista A-66 per la vall del Huerna. La Pola està a una distància de 33 quilòmetres d'Oviedo.
Per ferrocarril s'hi pot accedir a través de la línia de RENFE C-1 de rodalia, entre Gijón i Puente de los Fierros, i de línies de llarg recorregut que s'aturen a l'estació de La Pola i que uneixen Astúries amb la Meseta pel port de Payares.

## Demografia
Amb una població de 13.799 habitants. La seva evolució durant els últims segles aquesta marcada per diferents fases. A la fi del segle xix, es construeix el tram de Payares del ferrocarril Gijón-Lena que atreu gran nombre de famílies. A l'acabar la construcció aquest conceyu adquireix la màxima població amb 13.064 habitants al segle xix, aquesta població es mantindrà durant les dues primeres dècades del segle xx, i per l'auge de la mineria fins i tot seguirà augmentat fins a la seva màxim històric en 1960 arribant als 16.457 habitants, data a partir de la qual comença una caiguda en part deguda a la desarticulació de l'espai agrari, el tancament dels pous miners de la zona i la debilitat de les empreses hulleres.
Gràcies a la construcció de noves infraestructures de transport i comunicació es va evitar una deterioració de la població com en altres conceyus. La distribució de la població també va ser canviant, hi ha pobles que han estat abandonats com Alceo de los Caballeros, uns altres com Bendueños que tenia 103 habitants avui compta amb tot just una dotzena. També va haver un canvi invers, així La Pola que no tenia més de 1.500 habitants té avui dia 9.148. La seva piràmide demogràfica és molt desigual, ja que la població ens 65 i 100 anys sobrepassen les 3.000 persones, entre els 0 anys i 10 anys no arriben a les 90 persones. Això ens indica les conseqüències de la crisi que va portar una emigració rural protagonitzada per una mitjana de gent en edat adulta.

## Divisió parroquial
El Concejo de Lena es divideix en 24 parroquies que es relacionen a continuació.
| - Cabezón - Campumanes - Carabanzo - Casorvida - Castieḷḷo - Columbieḷḷo - Congostinas - Felgueras - Erías - Xomezana - Las Puentes - Chanos de Somerón | - Muñón Cimiru - Muñón Fondiru - Payares - Parana - Piñera - La Pola - Samiguel del Río - Sotieḷḷo - Teyeo - Tuíza - Viḷḷayana - Zurea |

## Política
Al conceyu de Lena, des de 1979, el partit que ha governat més temps ha estat el PSOE (vegeu Alcaldes de Ḷḷena). L'actual alcalde és Ramón Argüelles Corero, d'Izquierda Unida, des de 2007.
|      | IU-BA | PSOE | PP | Altres | Total |
| ---- | ----- | ---- | -- | ------ | ----- |
| 2003 | 5     | 7    | 4  | 1      | 17    |
| 2007 | 6     | 6    | 4  | 1      | 17    |